# Mariak
Mariak – wieś w Polsce, położona w województwie wielkopolskim, w powiecie ostrowskim, w gminie Sośnie. Leży ok. 20 km na południowy zachód od Ostrowa Wlkp., w pobliżu linii kolejowej Ostrów-Oleśnica.
W roku 2011 liczba mieszkańców wsi wynosiła 89 osób.
| SIMC    | Nazwa   | Rodzaj    |
| ------- | ------- | --------- |
| 0209088 | Wielbin | część wsi |

Przed 1932 rokiem miejscowość położona była w powiecie odolanowskim, w latach 1975-1998 w województwie kaliskim, w latach 1932–1975 i od 1999 w powiecie ostrowskim. 